# 옥구역
옥구역(Okgu station, 沃溝驛)은 전북특별자치도 군산시 옥구읍에 있는 한국철도공사의 화물역이다. 2011년 4월 1일부터 매달 2번 화물 열차 운행을 재개했지만, 역 구내는 방치되어 있다. 이 역에서 군산공군기지로 들어가는 전용선이 분기한다.

## 역사
- 1953년 11월 1일: 무배치간이역으로 개업[1]
- 1955년 6월 1일 : 보통역으로 승격
- 1973년 : 여객 취급 중지
- 1976년 12월 1일 : 차급식염 및 전용선착발 군용화물 한 화물취급지정[2]
- 1982년 5월 1일 : 무배치간이역으로 격하 및 미군전용선착발화물 한 화물취급지정[3]
- 1997년 5월 1일 : 미군전용선에 한하여 화물취급 개시[4]
- 2006년 11월 15일 : 화물취급 중지[5]
- 2011년 4월 1일 : 화물취급 재개
- 2016년 : 군산항선 공사 관계로 단절되어 일시 중지
- 2020년 11월 24일 : 사용 개시 고시[6]